# Universidad de los Andes (Venezuela)

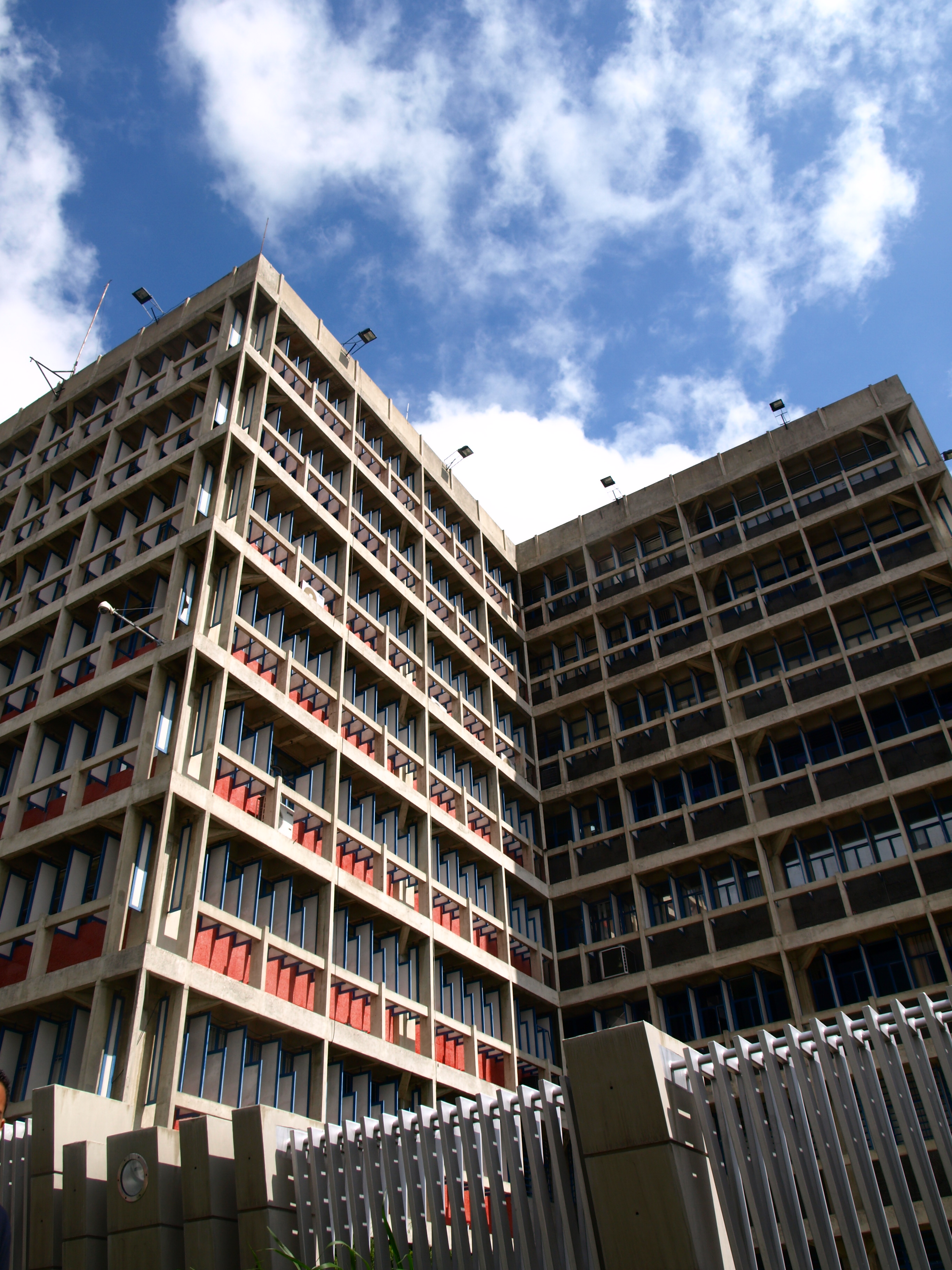
Universidad de Los Andes, Verwaltungsgebäude in Mérida (2007)

Die Universidad de los Andes ist eine der wichtigsten venezolanischen Universitäten. Ihr Sitz ist in Mérida, der Hauptstadt des Bundeslandes Mérida.

## Rektoren oder Universitätsautorität
| - Fray Juan Ramos De Lora (1782–1790) - Luis Dionisio Villamizar (1790–1791) - Fray Manuel Cándido De Torrijos (1791–1792) - Hipólito De Elías González (1792–1794) - Francisco Javier Irastorza (1794–1795) - Juan H. Hurtado De Mendoza (1795–1802) - Francisco Javier Irastorza (1802–1803) - Ramón Ignacio Méndez (1806–1810) - Buenaventura Arias (1810–1815) - Rafael Lasso De La Vega (1815–1822) - José De La Cruz Olivares (1822–1826) - Esteban Arias (1826–1830) - Ignacio Fernández Peña (1832–1834) - Sulpicio Frías (1834–1836) - Rafael Alvarado (1836–1838) - Agustín Chipía (1838–1843) - Eloy Paredes (1843) - Rafael Alvarado (1843–1845) - José Francisco Más y Rubí (1843–1852) - Eloy Paredes (1852–1855) - Ciriaco Piñeyro (1855–1858) | - Pedro Juan Arellano (1858–1862) - Francisco Jugo (1862–1863) - Caracciolo Parra y Olmedo (1863–1866) - José Francisco Más y Rubí (1866–1869) - Pedro Monsalve (1869–1872) - Foción Febres-Cordero (1872–1875) - José De Jesús Dávila (1875–1881) - Gabriel Picón Febres (1881–1884) - Pedro De Jesús Godoy (1884–1886) - Domingo Hernández Bello (1886–1887) - Caracciolo Parra y Olmedo (1887–1900) - Pedro De Jesús Godoy (1900–1901) - Asisclo Bustamante (1901) - Nepomuceno Pagés Monsant (1902–1909) - Ramón Parra Picón (1909–1917) - Diego Carbonell (1917–1921) - Gonzalo Bernal (1921–1931) - Humberto Ruiz Fonseca (1932–1933) - Cristóbal Beníte (1933–1934) - Roberto Picón Lares (1934–1936) - Víctor Manuel Pérez Perozo (1936–1937) | - Manuel Antonio Pulido Méndez (1937–1941) - Gabriel Picón Febres (Hijo) (1941–1942) - Humberto Ruiz Fonseca (1942–1944) - Pedro Pineda León (1944–1945) - Edgar Loynaz Páez (1945–1949) - Eloy Dávila Celis (1949–1951) - Renato Esteva Ríos (1951–1953) - Joaquín Mármol Luzardo (1953–1958) - Pedro Rincón Gutiérrez (1958–1972) - Ramón Vicente Casanova (1972–1976) - Pedro Rincón Gutiérrez (1976–1980) - José Mendoza Angulo (1980–1984) - Pedro Rincón Gutiérrez (1984–1988) - Néstor López Rodríguez (1988–1992) - Miguel Rodríguez Villenave (1992–1996) - Felipe Pachano Rivera (1996–2000) - Genry Vargas (2000–2004) - Léster Rodríguez Herrera (2004–2008) - Mario Bonucci Rossini (2008–2012*) |